# Good Luck Charlie, It's Christmas!
Good Luck Charlie! It's Christmas (bra: Boa Sorte, Charlie! É Natal!; prt: Boa Sorte, Charlie! Viagem Fora de Série) é um filme original do Disney Channel, lançado em 2 de dezembro de 2011, e baseado na série de televisão Boa Sorte, Charlie!. Assim como na série, também foi protagonizado por Bridgit Mendler e Leigh-Allyn Baker, e tem a presença de todo o elenco do programa. 

## Sinopse
A história acompanha os Duncan pretendendo ir passar o natal com a mãe da Amy Duncan e eles embarcam numa grande aventura. Gabe acaba entrando dentro de seu jogo preferido e ganha o jogo. A mãe da Amy faz a maior confusão colocando todos de castigos por nada.

## Produção
O filme foi filmado em Salt Lake City e St. George, em Utah, de março de 2011 a setembro de 2011. A produção ficou a cargo de Sheri Singer, e dos veteranos produtores de tv, Dan Staley (Cheers), Phil Baker e Drew Vaupen (What I Like About You). Baker e Vaupen também são os criadores da série. 
O filme foi escrito por Geoff Rodkey (A Creche do Papai, Férias no Trailer) e dirigido por Arlene Sanford, diretora indicada ao prêmio Emmy pela série, Ally McBeal, e que também já tinha dirigido outros dois filmes de natal, um deles para a Disney, o filme Natal em Família, de 1998.

## Lançamento
O filme teve sua estréia mundial em 2 de dezembro de 2011. Nos Estados Unidos conseguiu 6.9 milhões de telespectadores em sua primeira exibição no Disney Channel, se tornando o filme live-action de maior audiência na tv paga americana, em 2011. No Reino Unido o filme conseguiu 562.000 telespectadores.
Foi lançado no iTunes em 6 de dezembro de 2011, e uma edição exclusiva do filme foi lançada em DVD, com exclusividade para a rede de supermercados Walmart, em 23 de outubro de 2012.

## Trilha sonora
A música "I'm Gonna Run to You", interpretada por Bridgit Mendler, foi lançada como single promocional do filme, em 18 de novembro de 2011. Foi escrita pela própria Bridget, e por Jamie Houston, que também produzido a faixa. Os clássicos natalinos "Jingle Bells", "We Wish You a Merry Christmas" e "Deck the Halls" também foram tocadas durante o filme.